# Білоцерківський медичний коледж
Білоцерківський медичний коледж — навчальний заклад І-ІІ ступенів акредитації державної форми власності у Білій Церкві.

## Випускники
- Бібік Жасміна Михайлівна (1992—2022) — сержант Збройних Сил України, учасниця російсько-української війни, яка загинула під час російського вторгнення в Україну.
- Зінич Ігор Вікторович (1989—2015) — солдат медичної служби Збройних сил України, Герой України.